# Памятник Льву Ошанину
Памятник Льву Ошанину — памятник русскому советскому поэту-песеннику Льву Ивановичу Ошанину в городе Рыбинск Ярославской области, Россия. Бронзовая фигура поэта в полный рост установлена на смотровой площадке на берегу Волги.
Открытие памятника состоялось 2 августа 2003 года, в день города Рыбинска. За эту работу автор памятника скульптор Махмуд Мухаммедович Нурматов был удостоен премии Ярославской области. Скульптура отлита из бронзы в лаборатории Рыбинской государственной авиационной технологической академии им. П. А. Соловьёва под руководством В. А. Изотова.
Лауреат Государственной премии СССР поэт Лев Иванович Ошанин является одним из наиболее почитаемых уроженцев Рыбинска, почётным гражданином города, никогда не терявшим связь с родными местами. Произведение Л. И. Ошанина, получившее поистине всенародную известность — песня «Течёт река Волга», написанная в 1962 году. Строфа из песни «Здесь мой причал и здесь мои друзья» выбита на бронзовой табличке.
До начала XXI века в России не было традиции памятников, встроенных в городскую среду. Россияне привыкли к массивным величественным фигурам, установленным на высоких постаментах за бронзовыми цепями. Одним из первых произведений монументального искусства, ознаменовавшим приход в Россию камерных памятников, явился памятник Булату Окуджаве на Арбате, в Москве (скульптор Георгий Франгулян). Реализация памятника Льву Ошанину в Рыбинске выступает продолжением и развитием идеи памятника, вписанного в городской пейзаж. 
Лев Ошанин стоит на берегу Волги с книгой в руке, опёршись на парапет набережной, рядом перекинут его плащ. Задумчивый взгляд поэта обращён в сторону великой русской реки. Поэту открывается чудесная панорама: место впадения Шексны в Волгу, Петровский парк, археологический памятник Усть-Шексна.
Необычный облик памятника поначалу вызвал настороженное, и даже ироничное, отношение горожан. Однако благодаря возможности подойти к знаменитому земляку вплотную, прикоснуться, сфотографироваться и даже обняться с ним, фигура поэта очень скоро приобрела популярность и любовь рыбинцев. Ко Льву Ивановичу приезжают молодожёны и приходят ветераны. Появилась даже студенческая примета о том, что если потереть Льву Ивановичу носы его ботинок, он обязательно поможет на экзамене. Поэтому обувь у поэта всегда начищена до блеска.

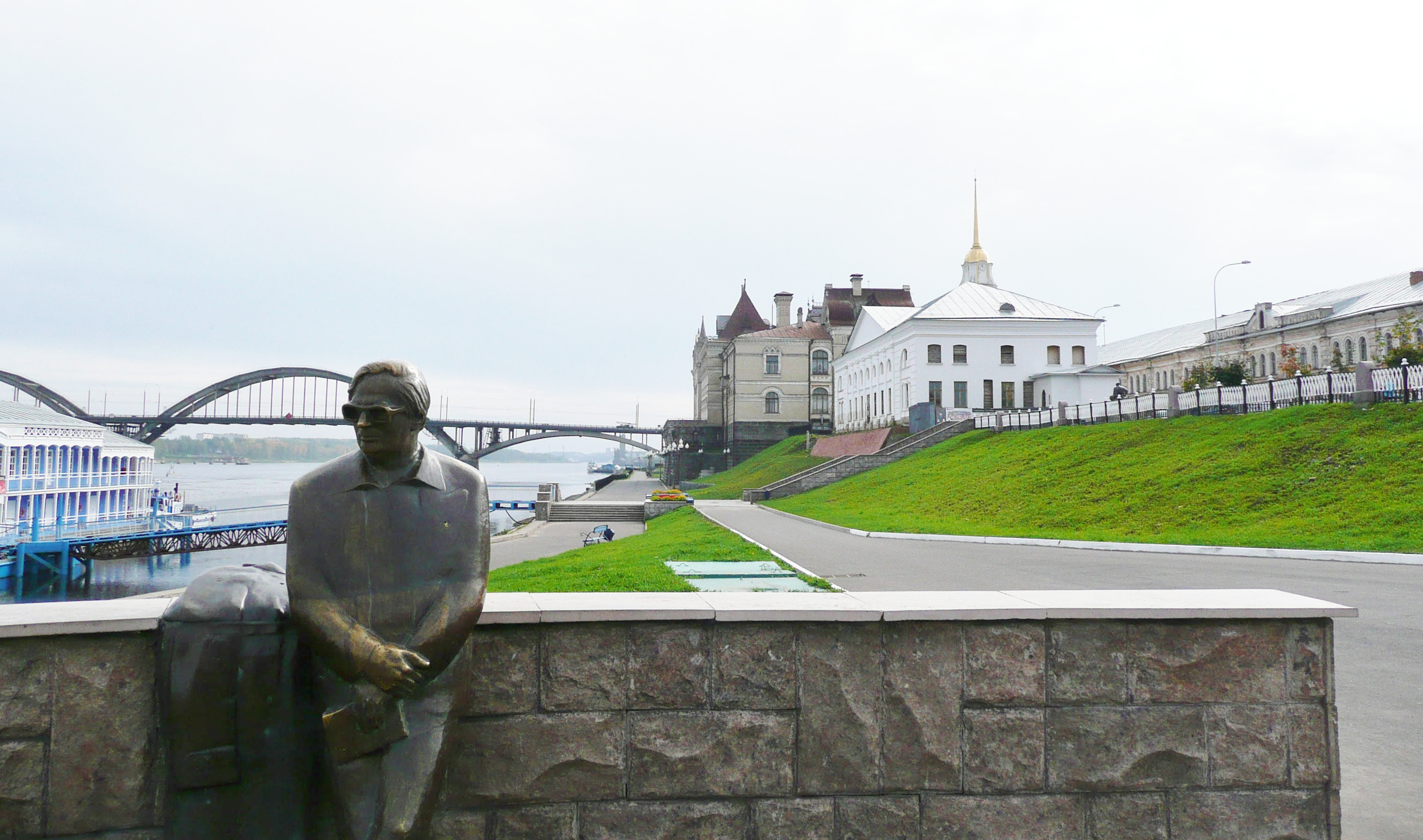
Памятник на фоне Хлебной биржи
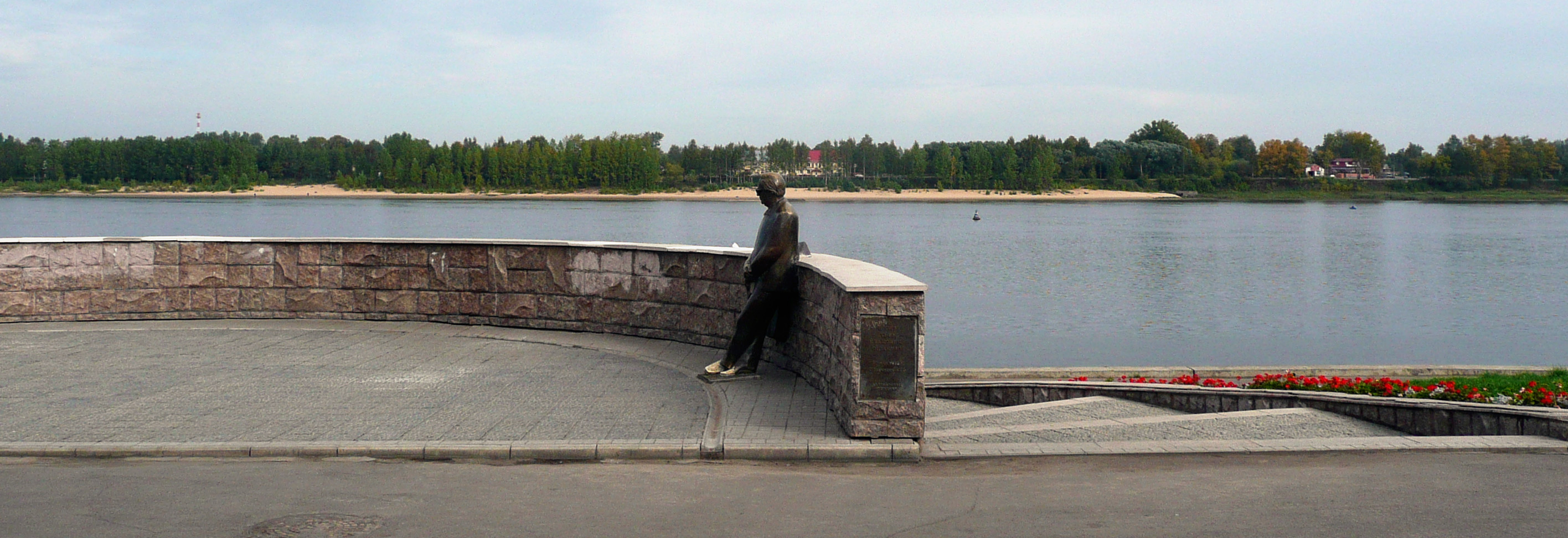
Памятник Льву Ошанину на фоне реки Волга